# 巴黎大堂

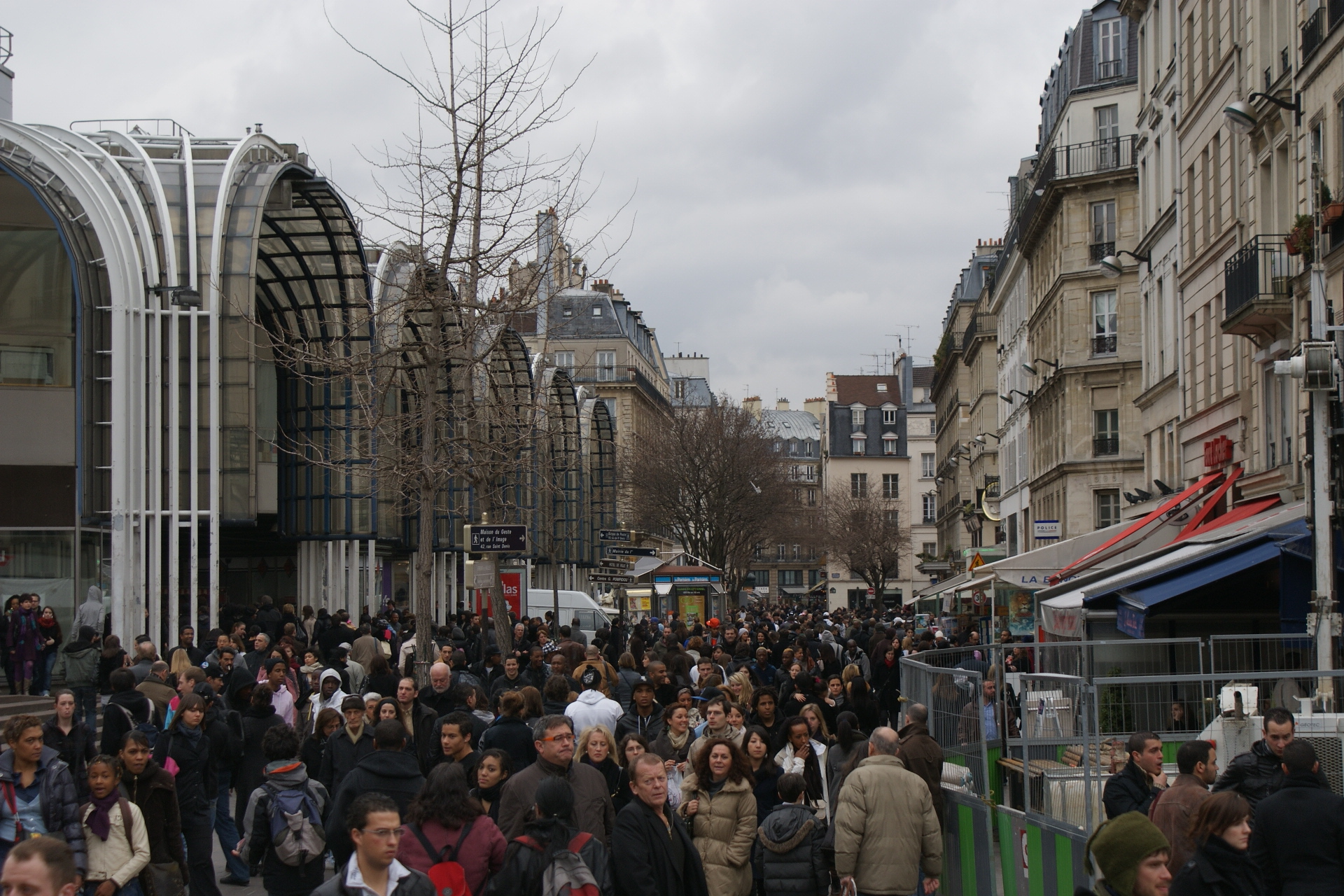
大堂广场外的Pierre Lescot街

巴黎大堂（Les Halles，[le al]），是法国巴黎的一个区域，位于第一区，时尚的蒙特吉尔街（rue Montorgueil）的南端。它的前身是已于1971年拆除的中央批发市场，取而代之的是一个现代化的地下购物区——大堂广场（Forum des Halles）。其露天中心区低于街道，像一个坑，有雕塑，喷泉和马赛克，以及格雷万蜡像馆。
下方的区域快铁RER车站沙特莱-大堂站，是巴黎市郊通勤铁路系统的核心枢纽。

## 历史
巴黎大堂的前身是传统的巴黎中央市场。在1183年，国王腓力二世扩建巴黎市场，为来自全国各地出售商品商人建立一个遮蔽之处。在19世纪50年代，兴建了大型的玻璃和铁构建筑，有巴黎的“肚腹”之稱。
由于无法适应新的市场竞争，以及需要进行大规模维修，1971年拆除了中央市场，多姿多彩的氛围和商人摊位一起消失。批发市场搬迁到郊区兰日斯。
这个地点成为20世纪70年代建成區域快鐵的交汇点，两条分别出城到南部、东西部的线路分别延长到此处交汇。几年间，市场的所在地成为巨大的露天空地，绰号“市场大洞”（le trou des Halles），当作古老的圣厄斯塔什教堂脚下的眼中钉。
沙特莱-大堂站于1977年建成，是巴黎新的市区铁路枢纽。新落成的大堂是部分位于地下的多层商业和购物中心，于1979年开业。该建筑的设计曾引起批评，近年来，巴黎市已商讨重塑这一区域的事宜。2014年les halles商場經過擴建後新增加了一座現代化屋頂和廣場。。